# کوزلودویتسی
کوزلودویتسی (به بلغاری: Kozloduytsi) یک منطقهٔ مسکونی در بلغارستان است که در شهرستان دوبریچکا واقع شده‌است.